# Gran Hermano
Gran Hermano is de Spaanse titel van het televisieprogramma Big Brother, uitgezonden in Spanje en vijf Zuid-Amerikaanse landen.
Het eerste seizoen van Gran Hermano in Spanje ging van start in 2000. Spanje was toen het derde land dat een Big Brother-reeks uitzond. Niet veel later volgde Argentinië.

## Seizoenen
| Land                                   | Zender                         | Bijzonderheden                                       |
| -------------------------------------- | ------------------------------ | ---------------------------------------------------- |
| Argentinië                             | Telefe                         |                                                      |
| Colombia                               | Caracol TV                     |                                                      |
| Ecuador                                | Ecuavisa                       |                                                      |
| Chili Ecuador Peru Gezamenlijk seizoen | Telesistema RED Televisión ATV | Uitgezonden onder de titel Gran Hermano del Pacífico |
| Spanje                                 | Telecinco                      |                                                      |